# إسترك
إسترك هي قرية في مقاطعة كاشان، إيران. عدد سكان هذه القرية هو 1,441 في سنة 2006.